# 比西莱特雷
比西莱特雷（法語：Bussy-Lettrée，法語發音：[bysi lɛtʁe]）是法国马恩省的一个市镇，位于该省南部，属于香槟沙隆区。

## 地理
比西莱特雷（48°48'18"N, 4°15'37"E）面积33.48 平方千米，位于法国大東部大區马恩省，该省份为法国东北部内陆省份，北起阿登省，西北接埃纳省，西南接塞纳-马恩省，南至奥布省，东南接上马恩省，东临默兹省。
与比西莱特雷接壤的市镇（或旧市镇、城区）包括：科勒河畔布勒沃里、塞尔农、多马坦莱特雷、欧西蒙、科勒河畔圣康坦、索姆苏、苏德龙、瓦西蒙和沙普拉讷、瓦特里。

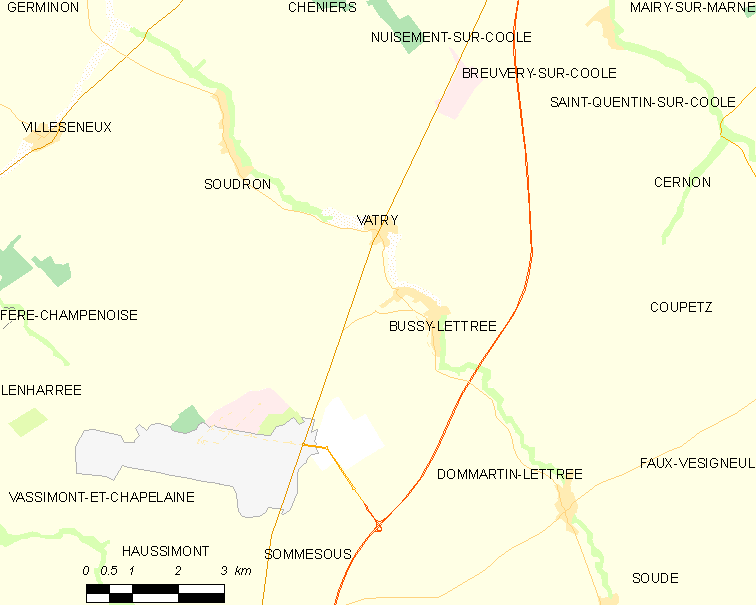
比西莱特雷的OSM定位图

比西莱特雷的时区为UTC+01:00、UTC+02:00（夏令时）。

## 行政
比西莱特雷的邮政编码为51320，INSEE市镇编码为51099。

## 政治
比西莱特雷所属的省级选区为香槟沙隆第三县。

## 人口

1962-2008年间比西莱特雷人口变化图示

比西莱特雷于2022年1月1日时的人口数量为315人。